# Amor fati
Amor fati és un concepte filosòfic emprat per Friedrich Wilhelm Nietzsche que té com a arrel llatina el significat d'amor al destí o, altrament dit al fat ("fatum"), que no pas a la fatalitat o a la determinció o manca de llibertat. Aquest filòsof utilitza aquesta expressió per a qualificar la suprema llibertat de la voluntat individual que anima el superhome (Übermensch), no solament a acceptar la vida que ha tocat viure, sinó a viure amb tota la potència d'acció per assaborir la vida amb tota la seva intensitat i realitzar la seva voluntat individual creativa.